# Miconia eichleri
Miconia eichleri är en tvåhjärtbladig växtart som beskrevs av Célestin Alfred Cogniaux. Miconia eichleri ingår i släktet Miconia och familjen Melastomataceae. Inga underarter finns listade i Catalogue of Life.